# Rotson Kilambe
Rotson Kilambe (Kitwe, Zambia, 6 de agosto de 1978) es un exfutbolista de Zambia que jugaba en la posición de delantero centro. Es conocido por ser el primer futbolista africano suspendido por la FIFA por dopaje.

## Carrera

### Club
| Periodo   | Club                |
| --------- | ------------------- |
| 1998–1999 | Power Dynamos FC    |
| 2000      | Yunnan Hongta       |
| 2001–2003 | Zanaco FC           |
| 2003–2005 | Mamelodi Sundowns   |
| 2005–2006 | Bloemfontein Celtic |
| 2006      | Kaizer Chiefs       |
| 2007-2008 | Power Dynamos FC    |
| 2008-2009 | Al-Faisaly Amman    |

### Selección nacional
Jugó para Zambia en 31 ocasiones de 1998 a 2004 y anotó 11 goles; participó en dos ediciones de la Copa Africana de Naciones.

## Logros

### Club
- Primera División de Zambia (1): 2002
- Copa de Zambia (1): 2002
- Zambian Charity Shield (2): 1998, 2001
- MTN 8 (1): 2005[3][4]

### Individual
- Goleador de la Primera División de Zambia en 2002.